# آرتور روتشتاین
آرتور روتشتاین (انگلیسی: Arthur Rothstein؛ ۱۷ ژوئیهٔ ۱۹۱۵ – ۱۱ نوامبر ۱۹۸۵) عکاس، استاد دانشگاه، و روزنامه‌نگار اهل ایالات متحده آمریکا بود.